# Síndrome d'Angelman
La síndrome d'Angelman, descoberta l'any 1964 pel Dr. Harry Angelman, és una malaltia d'etiologia neurogenètica que es caracteritza per un endarreriment en el desenvolupament de la persona. Aquesta síndrome es dona quan es produeix una manca de funcionament de certs gens del cromosoma 15 ja sigui per mutacions o bé, delecions per herència materna.
Aquesta síndrome no s'aprecia en els nadons sinó que es detecta o, més ben dit es comença a fer evident quan el nadó té entre 6 i 12 mesos aproximadament, moment en el qual s'hauria d'iniciar un desenvolupament normal. En el passat a aquesta malaltia se la coneixia amb el nom de «síndrome del nadó feliç», actualment en desús.

## Etiologia
- Una deleció del cromosoma matern 15: una deleció consisteix en la pèrdua d'un fragment de l'ADN del cromosoma. Aquesta alteració en el cromosoma 15 produeix alteracions severes en l'individu que pateix la malaltia. Per exemplificar, microcefàlia, convulsions, dificultats motores... és l'etiologia d'un 70% dels casos aproximadament.
- Per herència de 2 cromosomes 15 del pare: aquesta alteració és coneguda amb el nom de disomia uniparental. Es presenta amb menys afectació sobre l'individu i amb un millor desenvolupament físic.
- El cromosoma 15 heretat de la mare té l'expressió genètica paterna del gen, anomenat centre de la impressió genètica 6.
- Per una mutació d'un gen derivat del cromosoma 15 matern.

## Símptomes
Els individus afectats per aquesta malaltia solen tenir unes característiques en l'àmbit físic molt similars: hipopigmentació, llengua prominent, boca gran, dents separades, microcefàlia, mans i peus petits, etc. Tot i així, hi ha símptomes que són més freqüents que altres. Aquests, els podem classificar en tres grups segons prevalença.
- Consistents: Són aquells que apareixen en un 100% dels casos aproximadament.
- Freqüents: són aquells que es presenten en un 80% dels casos aproximadament.
- Associats: són aquells presents entre un 20-80% dels casos.

Al mateix temps, els símptomes, els podem classificar en símptomes neurològics, físics i psicològics.

### Neurològics
En l'àmbit neurològic són molts els símptomes que aquesta síndrome pot donar. Els individus que pateixen aquesta malaltia presenten una atàxia/apràxia de la marxa acompanyada de moviments descoordinats de les extremitats. L'epilèpsia també és un símptoma comú.

### Físics
En l'àmbit físic els símptomes més comuns són: microcefàlia en el 80% dels casos, boca gran, dents separades, protusió lingual, deformitat de la mandíbula inferior, pell, cabells i ulls hipopigmentats, etc.

### Psicològics
- Discapacitat intel·lectual: La majoria dels casos entre sever i profund. No s'aconsegueix autonomia personal per part de l'individu afectat.
- Fenotip conductual: Sempre tenen un somriure, aparença feliç, hiperexcitables hiperactius i poca capacitat d'atenció.
- Característiques del llenguatge: Mal desenvolupament del llenguatge verbal, diuen paraules sense sentit. El 88% dels nens afectats per aquesta síndrome no poden parlar.

## Diagnòstic
Avui en dia, pel diagnòstic de la síndrome d'Angelman, s'utilitzen dues proves que ens permeten establir un diagnòstic segur.
En primer lloc, a nivell molecular una primera anàlisi del cariotip de l'individu afectat permet detectar anomalies i alteracions cromosòmiques. En segon lloc, es realitzarà la prova de FISH a partir de la qual i, gràcies als marcadors cromosòmics es pot detectar si hi ha una deleció en el cromosoma 15 o no.
Un 80% dels individus afectats poden ser diagnosticats realitzant aquestes dues proves. Tot i així, el 20% dels individus restants necessiten una altra prova de comprovació genètica per analitzar el gen UBE3A.

## Tractament
La síndrome d'Angelman és una malaltia neurogenètica que no té cura. Alguns dels seus símptomes poden ser controlats per intentar estabilitzar la persona afectada. Per exemple, l'epilèpsia pot ser regulada mitjançant un tractament amb anticonvulsionants. En la major part dels casos l'únic que es pot fer és intentar controlar i atenuar els símptomes que van apareixent durant la malaltia.
El tractament ha de ser mutlidisciplinar per intentar millorar la qualitat de vida dels individus afectats.